# 해볼라고
《해볼라고》는 대한민국의 JTBC에서 2019년 2월 1일부터 2019년 4월 5일까지 방영한 텔레비전 프로그램이다.

## 개요
취업과 이직을 준비하는 이들을 위한 것은 가상취업 리얼리티 예능 프로그램이다.

## 출연자
- 양세형 (MC)
- 유병재 (MC)
- 손담비 (1회 ~ 6회)
- 김수용 (1회 ~ 6회)
- 권현빈 (3회 ~ 6회)
- 안영미 (3회 ~ 10회)
- 조재윤 (7회 ~ 10회)
- 샘 오취리 (7회 ~ 8회)

## 방송 시간
매주 금요일 밤 9시에 방송하였다. 총 10부작.

## 방영 목록

### 2019년
| 회차 | 방송일   | PPL          | 촬영지       | 비고 |
| ---- | -------- | ------------ | ------------ | ---- |
| 1회  | 2월 1일  | 한국ㅈㅍ공사 | 한국조폐공사 |      |
| 2회  | 2월 8일  | 한국ㅈㅍ공사 | 한국조폐공사 |      |
| 3회  | 2월 15일 | S편의점      | 세븐일레븐   |      |
| 4회  | 2월 22일 | S편의점      | 세븐일레븐   |      |
| 5회  | 3월 1일  | K사          | 카카오       |      |
| 6회  | 3월 8일  | K사          | 카카오       |      |

| 회차 | 방송일   | 핵심 인물                                  | 비고 |
| ---- | -------- | ------------------------------------------ | ---- |
| 7회  | 3월 15일 | 요리연구가 심영순 외식문화기획자 장진우    |      |
| 8회  | 3월 22일 | 요리연구가 심영순 외식문화기획자 장진우    |      |
| 9회  | 3월 29일 | 과학탐험가 문경수 음악 프로듀서 코드쿤스트 |      |
| 10회 | 4월 5일  | 과학탐험가 문경수 음악 프로듀서 코드쿤스트 |      |

## 시청률
최저 시청률과 최고 시청률은 시청률 조사회사와 지역별로 시청률에 차이가 있을 수 있습니다.
| 회차 | 방송일   | 시청률         |
| 회차 | 방송일   | AGB 닐슨(전국) |
| ---- | -------- | -------------- |
| 1회  | 2월 1일  | 2.5%           |
| 2회  | 2월 8일  | 1.4%           |
| 3회  | 2월 15일 | 1.1%           |
| 4회  | 2월 22일 | 1.1%           |
| 5회  | 3월 1일  | 1.1%           |
| 6회  | 3월 8일  | 1.0%           |
| 7회  | 3월 15일 | 1.2%           |
| 8회  | 3월 22일 | 1.0%           |
| 9회  | 3월 29일 | 0.6%           |
| 10회 | 4월 5일  | 0.8%           |

## 제작진
- 기획 : 성치경
- 연출 : 이지선, 채성욱, 정재훈, 권정희, 문민정, 위재혁, 김혜인, 김윤성, 이현숙
- 작가 : 마유경, 정수예, 우은정, 최나리

## 참고 사항
금요일 밤에 동시간대를 tvN에서 《커피프렌즈》의 밀려, 시청률 고전을 면치 못했다.

## 같이 보기
- 잡